# آبشرونسک
شهر آبشرونسک (به روسی: Апшеронск) در کشور روسیه و در کرای کراسنودار واقع شده‌است.